# Charles Renoux
Pour les articles homonymes, voir Renoux.
Charles Renoux, né le 30 avril 1925 à Bouin, en Vendée, est un bénédictin, un orientaliste et un spécialiste des manuscrits liturgiques arméniens, en particulier de ceux ayant trait à la liturgie de Jérusalem.

## Biographie
Charles Renoux est entré, en 1948, après ses études secondaires, au monastère bénédictin d'En-Calcat (Tarn). Il y reçoit le prénom d'Athanase, sous lequel il signera ses premières publications.
À En-Calcat et à l'Institut catholique de Toulouse, il s'initie aux études syriaques, arméniennes et géorgiennes. De 1956 à 1958, il étudie à l'Institut catholique de Paris et aux Hautes-Études de la Sorbonne, les christianismes orientaux dans les domaines historique, biblique, patristique et surtout liturgique. Bernard Botte (de), animateur du mouvement liturgique et spécialiste d'arménien, enseigne à cette époque à l'Institut supérieur de liturgie. À l'Institut catholique de Paris, il passe les diplômes de langue syriaque, arménienne et géorgienne et soutient un doctorat, à la chaire de liturgie, sur la version arménienne du Lectionnaire de Jérusalem (édition, traduction française et commentaires) ; puis il obtient le diplôme des Hautes-Études avec une édition des Memré sur Nicomédie d'Éphrem le Syrien (fragments syriaques, texte arménien et traduction française).
Entré au Centre national de la recherche scientifique en 1965, il en sort en 1990, directeur de recherche, 2e classe. Depuis lors, il continue, à En-Calcat, de travailler dans le domaine de l'Orient chrétien et publie régulièrement les résultats de ses recherches.

## Publications

### Patrologia Orientalis
- « Le codex arménien Jérusalem 121. 1. Introduction. Aux origines de la liturgie hiérosolymitaine. Lumières nouvelles», PO 35/1 (1969)
- « [Le codex arménien Jérusalem 121. 2]. Édition comparée du texte et de deux autres manuscrits, introduction, textes, traduction et notes », PO 36/2 (1971)
- « Éphrem de Nisibe. Les Memré sur Nicomédie. Fragments de l'original syriaque et de la version arménienne, introduction, traduction et notes », PO 37/2-3 (1975)
- « Irénée de Lyon. Nouveaux fragments de l' Adversus Haereses et de l' Epideixis. Introduction, traduction latine et notes », PO 39/1 (1978)
- « La chaîne arménienne sur les Épîtres catholiques », 4 fasc., PO 43/1 (1985), 44/2 (1987), 46/1-2 (1994), 47/2 (1997)
- « Hésychius de Jérusalem. Homélies sur Job, version arménienne», 2 fasc., PO 42/1-2 (1983)
- « Le lectionnaire de Jérusalem en Arménie. Le čašoc‘. 1. Introduction et liste des manuscrits », PO  44 /4(1989)
- « Le lectionnaire de Jérusalem en Arménie. Le čašoc‘. 2. Édition synoptique des plus anciens témoins », PO 48/2 (1999)
- « Le lectionnaire de Jérusalem en Arménie. Le čašoc‘ 3. Le plus ancien lectionnaire cilicien: le Erevan 832 », PO 49/5 (2004)
- « Hymnographie liturgique géorgienne. L'Hymnaire de Saint-Sabas (Ve – VIIIe siècles) I. Du samedi de Lazare à la Pentecôte», PO, tome 50, fascicule 3, N° 224, (2008)
- « L'Hymnaire de Saint Sabas (Ve – VIIIe siècle). Le Ms Géorgien H 2123. II. De la Nativité de Jean-Baptiste à la liturgie des Défunts», PO, tome 53, fascicule 3, N°°, 237, 2015
- « Les hymnes de la Résurrection II. Hymnographie liturgique géorgienne, textes des manuscrits Sinaï 40, 41 et 34», PO 52/1/ (2010)
- « Les Hymnes de la Résurrection III. Hymnographie liturgique géorgienne. Introduction, traduction, annotation des manuscrits 26 et 20 et introduction des trois volumes », PO 52/2/ (2010)
- « Le Lectionnaire albanien des manuscrits géorgiens palimpsestes N Sin 13 et N Sin 55 (Xe- XIe  siècle). Essai d'interprétation liturgique », PO 52/4/ (2012)

### Livres hors PO
- Un rite pénitentiel le jour de la Pentecôte. L’office de la génuflexion dans la tradition arménienne (Stud. z. arm. Gesch. 12), Vienne, 1973
- Initiation chrétienne. 1. Rituels arméniens traduits, introduits et annotés (Sources liturgiques, 1), Paris, 1997
- Les Hymnes de la Résurrection. I. Hymnographie liturgique géorgienne, introduction, traduction et annotation des textes du Sinaï 18 (Sources liturgiques, 3), Paris, 2000
- Charles Renoux—A. Sirinian-, Una nuova tappa del djachots (Lezionario armeno) e del suo ciclo eortologico : L'Arch. Cap. S. Pietro B 77 (XIII sec), Collection Studi et Testi, 524, de la Bibliothèque apostolique du Vatican, 2018

### Articles (par sujet)

#### Liturgie de Jérusalem

##### Généralités
- « Hierosolymitana. Aperçu bibliographique des publications depuis 1960 », Archiv für Liturgiewissenschaft, 23 (1981), 1-29; 149-175
- « Liturgie arménienne et liturgie hiérosolymitaine », Liturgie de l’Église particulière et de l’Église universelle (Bibliotheca Ephemerides Liturgicae. Subsidia = BELS 7), Rome, 1976, 275-288
- « En tes murs Jérusalem. Histoire et mystère », dans La liturgie, son sens, son esprit, sa méthode (BELS 27), Rome, 1982, 241-260
- « De Jérusalem en Arménie. L’héritage liturgique de l’Église arménienne », dans Proche-Orient chrétien, 46 (1996), 293-304 (=Patterns of the Past, Prospects for the Future, Londres, 1999, 114-123)
- « Les premiers systèmes de lecture dans l'Orient chrétien: Jérusalem, Édesse, Antioche et la Synagogue », dans La liturgie interprète de l'Écriture, 1. Les lectures bibliques pour les dimanches et les fêtes (BELS 119), Rome, 2002, 99-121
- « Du VIIIe au XIIIe siècle : l'évolution de l'année liturgique arménienne à travers Commentaires et livres liturgiques », dans Armenian Literary Schools of Commentary dans Patma Banasirakan Handès 3/179 (2008), p. 77-10
- Saint Antoine dans les liturgies arménienne et géorgienne, dans É. Poirot, Saint Antoine le Grand dans l'Orient Chrétien, Partie 2 (Patrologia, Beiträge zum Studium der Kirchenväter, Band XXX, 2, Frankfurt am Main, 2014, p. 476-491
- Jérusalem à Saint-Serge : Histoire et Hypothèses, dans A. Lossky-G. Sekulovski (éd.), 60 Semaines d’Études liturgiques à Saint-Serge : bilans et perspectives nouvelles. Soixantième Semaine, Paris, Institut Saint-Serge, 24-27 juin 2013, Münster, Aschendorff, 2016, p. 211-240.
- Du Lectionnaire de Jérusalem au Lectionnaire de l'Albanie du Caucase (Colloque Ejmiacin, septembre 2016, à paraître
- Architecture et Mystère, Semaines Liturgiques Saint-Serge, 2019   (à paraître).

##### Divers
1. « Les ministres du culte à Jérusalem au IVe et au Ve siècle », L’Assemblée liturgique et les différents rôles de l’assemblée (BELS 9), Rome, 1977, 253-267
2. « La lecture biblique de la liturgie de Jérusalem », dans C. Mondésert éd., Le monde grec ancien et la Bible (La Bible de tous les temps, 1), Paris, 1984, 399-420
3. « Cinquante années de Conférences Saint-Serge », dans Les mouvements liturgiques. Corrélations entre pratiques et recherches (BELS 129), Rome, 293-299
4. Anton Baumstark : Ecclésiologie, dans A. Lossky-G. Sekulovski, Liturges et Liturgistes. Fructification de leurs apports dans l'Aujourd'hui des Églises. 59e Semaine d'études liturgiques, Paris, Institut Saint-Serge, 25-28 juin 2012, Münster, Aschendorff, 2016.
5. Pâques : Résurrection, Ascension et Apparitions dans la plus ancienne hymnographie de Jérusalem. Paris. Institut Saint-Serge

#### Épiphanie
- « L’Épiphanie à Jérusalem aux IVe et Ve siècles d’après le lectionnaire arménien de Jérusalem », Revue des études arméniennes, 2 (1965), 343-359, en arménien dans Ganjasar 6) 1996, 160-179
- « L'Annonciation du rite arménien et l'Épiphanie », Orientalia Christiana Periodica, 71 (2005), 315-342

#### Carême
- « L’ancien rituel romain du catéchuménat et notre Ordo du baptême des adultes », La Maison-Dieu, 71 (1962), 32-45
- « Les lectures quadragésimales du rite arménien », Revue des études arméniennes, 5 (1968), 231-247
- « La quarantaine pré-pascale au IIIe siècle à Jérusalem », La Maison-Dieu, 196 (1993/4), 111-129
- « Samuel Kamrjajorec´i, le traité sur l’Arajawor (1re  partie) », From Byzantium to Iran: In Honour of Nina Garsoïan, Atlanta, 1996, 379-396
- « Un programme de conversion : la liturgie du 1er dimanche de carême dans le rite arménien », Liturgie, conversion et vie monastique (BELS 48), Rome, 1989, 283-292
- « Origen and the Georgian Jerusalem Lectionary », dans First scholarly conference devoted to Svetitskovloba, 1995, Tbilissi, 1998, 337-340 (en géorgien)
- « Origène dans la liturgie de Jérusalem », Adamantius (Pise), 5 (1999), 37-52

#### Grande Semaine
- « Les Hymnes du rite arménien durant la Grande Semaine », Bulletin de littérature ecclésiastique, 69 (1968), 115-126
- « Lectionnaires arméniens et commémoraison de la sépulture du Christ le Vendredi saint », Orient Syrien, 7 (1962), 463-476
- « La grande semaine dans les textes du rite arménien », dans Hebdomadae sanctae celebratio (BELS 93), Rome, 1997, 51-65
- Les Hymnes du Grand Vendredi de l'Hymnaire parakanon, manuscrit Érévan 6885 (Mélanges S. Janeras), dans Bollettino della Badia Greca di Grottaferrata, terza serie, vol. II, 2014, p. 169-178.

#### Pâques
- « Les catéchèses mystagogiques dans l’organisation liturgique hiérosolymitaine du IVe au Ve siècle», Le Muséon, 78 (1965), 355-359
- « Liturgie de Jérusalem et lectionnaires arméniens : vigile et année liturgique », dans La Prière des Heures (Lex orandi, 35), Paris, 1963, 167-199
- « Le triduum pascal dans le rite arménien et les hymnes de la Grande Semaine », Revue des études arméniennes, 7 (1970), 55-122 (= Ephemerides liturgicae, 94, 1980, 323-372 ;et  Bibliotheca Ephemerides liturgicae. Subsidia, 25, (1982), 169-218
- « Une version arménienne des catéchèses mystagogiques de Cyrille de Jérusalem », Le Muséon, 85 (1972), 147-153
- « À propos de G. Winkler, The Armenian Night Office II », Revue des études arméniennes, 18 (1984), 593-598
- « La Pâque du dimanche à Jérusalem au IVe siècle », Connaissance des Pères de l’Église, 81 (2001), 52-58

#### Pentecôte
- « Les lectures du temps pascal dans la tradition arménienne », Revue des études arméniennes, 4 (1967), 63-79
- « Le canon de la Pentecôte dans l’Hymnaire arménien », Mémorial Mgr Khouri-Sarkis, Louvain, 1969, 83-88
- « Un rite pénitentiel le jour de la Pentecôte ? L’office de la génuflexion dans la tradition arménienne », Handes Amsorya, 86 (1972), col. 185-198 et 3044-3046
- « Les lectures bibliques du rite arménien: de la Pentecôte à Vardavar », dans Mélanges B. Botte, Louvain, 1972, 477-498
- « L’office de la génuflexion dans la tradition arménienne », Le Saint-Esprit dans la liturgie (BELS 8), Rome, 1977, 149-163 ; = Ephemerides liturgicae, 90, 1976, 425-439)
- « Pentecôte et Trinité dans quelques Églises du rite antiochien », Trinitié et liturgie (BELS 30), Rome, 1984, 231-253
- « Une influence du rite byzantin sur la liturgie arménienne : un Pentécostaire arménien », dans L’Arménie et Byzance, histoire et culture (Byzantina Sorbonensia, 12), Paris, 1996, 53-74

#### Autres fêtes
- « La croix dans le rite arménien. Histoire et symbolisme », Melto, 5 (1969), 123-175
- « Jean l’Évangéliste dans le rite arménien », dans Mélanges Jean Dauvillier, Toulouse, 1979, 725-730
- « L’Ascension d’Isaïe dans la tradition liturgique hiérosolymitaine », Christianesimo nella Storia, 2 (1981), 367-370
- « Les fêtes et les saints de l’Église arménienne de N. Adontz », Revue des études arméniennes, 14 (1980), 287-305
- « La fête de la Transfiguration et le rite arménien », dans Mens concordet voci (Mélanges Martimort), Paris, 1983, 652-662
- « La fête de la Transfiguration à Jérusalem et l'église de l'Ascension dans les Lectionnaires Géorgiens, dans A. Lossky- G. Sekulovski, Liturgie et Religiosité, 64e Semaine d'études liturgiques Saint-Serge (26-29 juin 2017), p. 281-298
- « Les premières manifestations liturgiques du culte des saints en Arménie », Saints et sainteté dans la liturgie (BELS 40), Rome, 1987, 291-303
- « La fête de l’Assomption dans le rite arménien », La Mère de Jésus-Christ et la communion des saints (BELS 37), Rome, 1986, 235-253 (en arménien dans Ganjasar, 6, 1996, 160-179)
- «L'Hymnographie géorgienne et grecque du 15 août : Jean Damascène (Colloque de Batoumi, 11-14 octobre 2019), à paraître
- « L'Annonciation du rite arménien et l'Épiphanie», Orientalia Christiana Periodica 71 (2005), p. 315-342

#### Rite arménien
Généralités
- « Isaac le Grand », Dictionnaire de Spiritualité, 7 (1971), col. 2007-2010
- « Le Christ dans quelques textes du rite arménien », Le Christ dans la liturgie (BELS 20), Rome, 1981, 179-201
- « Origines et évolution du Čašoc` », Patma-Banasirakan Handes, 1987/2, 28-45 (en arm.)
- « Čašoc` et tonakan : dépendance et complémentarité », Ecclesia Orans, 4 (1987), 169-201
- « Le čašoc`, typicon-lectionnaire : Origines et évolution », Revue des études arméniennes, 20 (1986-87), 123-151
- « Langue et littérature arméniennes », dans Christianismes orientaux. Introduction à l’étude des langues et des littératures, Paris, 1993, 107-166
- « Les commentaires liturgiques arméniens », dans Mystagogie. Pensée liturgique d’aujourd’hui et liturgie ancienne (BELS 70), Rome, 1993, 277-308
- « Les lectionnaires arméniens », dans La lecture des Épitres catholiques dans l’Église ancienne (Histoire du texte biblique, 1; C.B. Amphoux & J.P. Bouhot éd.), Lausanne, 1996, 53-74
- « Un exemple de particularisme : le canon arménien », dans  Le canon des Écritures. Connaissance des Pères de l’Église, 66 (1997), 57-62
- « Le rite arménien », dans Roma-Armenia (C. Mutafian éd.), Rome, 1999, 338-340, et Unité des chrétiens, 121, 2001, 12-15)
- « Le lectionnaire de Jérusalem en Arménie. Aperçu sur une édition », Christianskij Vostok, 2 (2000), 343-356
- « Jérusalem dans le Caucase. Anton Baumstark vérifié », dans Comparative Liturgy. Fifty years after Anton Baumstark († 1948)  (Orientalia Christiana Analecta 265), Rome, 2001, 305-321
- « Un bilan provisoire sur l’héritage grec du rite arménien », Le Muséon, 116 (2003), 53-69
- « Un acte d'autorité du catholicos Nersès III (641-661). Des hymnes arméniennes du VIIe siècle », dansL'autorité de la liturgie (BELS 142), Rome, 2007, 199-208
- « Travaux arméniens en France », Patma-Banasirakan Handès, 134 (1992), 71-84
- « La formation du Lectionnaire de l'Église arménien », Colloque à l'occasion des 700 ans de l'adoption officielle du Christianisme par l'Arménie, Paris, 15 rue Jean
- Goujon 75008, le dimanche 22 décembre 2001,sur le site «eglise@voila.fr»
- «Les Arméniens et la liturgie de Jérusalem», Le Monde de la Bible n° 136 (2001), p. 27-31, et (2007) p. 35-39 ; publié aussi dans : Les premiers temps de l'Église de saint Paul à Saint Augustin, textes présentés par M.-F. Baslez, Paris (2004), et refait et complété en 2015,dans Le Monde de la Bible, accessible uniquement sur internet.
- « L'Héritage grec du rite arménien», dans Relations Historiques et Culturelles Franco-Arméniennes. Septième Conférence Scientifique Internationale : la France du XXe siècle et les Arméniens » Érévan 20-22 septembre 2001,p. 103-115
- « Des sources grecques du charaknots ». Colloque Levon Khachikian, Érévan 2008, dans Levon Khachikian 90, Érévan 2010
- « Les Hymnes de la fête de saint Antoine : canons arménien et géorgien », dans E. Poirot, Saint Antoine le Grand dans l'Orient chrétien (Patrologia, Beiträge zum Studium der Kirchenväter, Bd. 30), Peter Lang, 2014
- « Le lectionnaire et l'hymnaire de saint Grégoire de Narek des 13 et 14 septembre », dans Saint Grégoire de Narek et la liturgie de l'Église. Colloque International organisé par le Patriarcat Arménien Catholique à l'Université de Kaslik (USEK), Liban, dans Revue Théologique de Kaslik 2009-2010, n° 3-4, p. 195-210
- « Le casoc' arménien au creuset cilicien », Colloque d'Antélias, 14-18 janvier 2008, dans Hask, nouvelle série, tome 11 (2007-2008), Antilias, 2009, p. 385-396.
- Du VIIIe au XIIIe siècle : l'évolution de l'année liturgique arménienne à travers Commentaires et Livres liturgiques », dans Armenian Literary Schools of Commentary (coll. inter. Ejmiacin, 2004), Ejmiacin... non paru, mais publié dans Patmabanasirakan Handès 2008, 3, 77-102, en arménien
- « Quelques psaumes dans les documents liturgiques anciens géorgiens et arméniens », dans Textual Research on teh Psalms et Gospels (Supplementum to Novum Testamentum) Colloque Tbilisi, 15-20 septembre 2007, Brill 2012.
- « L'Hymnaire Parakanon Érévan 6885 : Le Canon de la fête de la Présentation du Seigneur », dans Mélanges Jean-Pierre Mahé, Travaux et Mémoires, tome 18, Paris, 2014, p. 575-588.
- Une édition remarquable du Մաշտոց (Rituel arménien), par Gēorg Tēr-Vardanean,  Ēǰmiacin,  2012 (Tagung de Köln, 21-22 janvier 2016).à paraître
- Lectionnaires et hymnaires arméniens et géorgiens, dans Ecclesia Orans, Annp XXXIIIl, Roma, 2016/2, p. 279-302

Eucharistie
- « L’anaphore arménienne de saint Grégoire l’Illuminateur », Lex orandi, 47 (1970), 83-108
- « Eucharistie et rémission des péchés dans les anaphores arméniennes », Liturgie et rémission des péchés (BELS 3), Rome, 1975, 211-224, et Didaskalia, 3, 1973, 201-214)
- « La célébration de la parole dans le rite arménien avant le Xe siècle », L’eucharistie : Célébrations, rites, piétés (BELS 79), Rome, 1995, 321-330

Sacrements
« Le mariage arménien dans les plus anciens rituels », dans Le mariage (BELS 77), Rome, 1994, 289-305
- « L’ordination du Catholicos arménien », Ordination et ministères (BELS 85), Rome, 1996, 247-274

Liturgie des heures
- « Office du matin et lectionnaires », Revue des études arméniennes, 23 (1992), 13-25
- « Le Gloria in excelsis Deo de l’Église arménienne », dans Crossroad of Cultures. Studies in Liturgy and Patristic (mélanges G. Winkler ; OCA 260), Rome, 2000, 603-618

#### Patristique
Éphrem
- « Les Memré sur Nicomédie d’Éphrem de Nisibe », Parole de l’Orient, 4 (1973), 257-263
- « Nisibe face aux Perses dans les Memré sur Nicomédie de saint Éphrem », Handes Amsorya, 90 (1976), 511-520
- « Vers le Commentaire de Job d’Éphrem de Nisibe », Parole de l’Orient, 6-7 (1975-76, Mél. François Graffin), 63-68
- « Hymnes 18 et 19 d’Éphrem de Nisibe sur le prophète Élie », Le saint prophète Élie d’après les Pères de l’Église (Spiritualité orientale, 53), Bellefontaine, 1992, 367-372

Chaînes exégétiques
- « David K´obayrec´I ou Hésychius de Jérusalem dans la Chaîne sur Job de Jean Vanakan », Armenian Studies : in Memoriam Haïg Berberian, Lisbonne, 1986, 663-682
- « Athanase d’Alexandrie dans le florilège arménien du Galata 54 (1re partie), Mélanges Antoine Guillaumont, Genève, 1988, 163-171
- « Athanase d’Alexandrie dans le florilège arménien du Galata 54 (2e partie) », Handes Amsorya, 103 (1989), 7-28
- « Un commentaire exégétique arménien : La Chaîne sur les épîtres catholiques », Verbum (Bucarest), 2 (1991), 127-140
- « L’assomption de Moïse : d’Origène à la Chaîne arménienne sur les épîtres catholiques », dans Recherches et Tradition (mél. H. Crouzet, Théologie historique, 88), Paris, 1992, 239-249
- « Titres et prologues dans la Chaîne arménienne sur les épîtres catholiques », dans La formation des canons scripturaires (coll. Patrimoines), Paris, 1993, 177-190
- « La chaîne arménienne sur le livre de Job », Cahiers de Biblica Patristica, 5. Le livre de Job chez les Pères, Strasbourg, 1996, 141-161

Autres
- « Crucifié dans la création entière. Adversus Haereses V, 18, 3. Nouveaux fragments d’Irénée de Lyon », Bulletin de littérature ecclésiastique, 77 (1976), 111-122
- « Fragments arméniens du Pseudo-Clément », Oriens christianus, 62 (1978), 103-113
- « Hippolyte de Bostra ? Le dossier du Galata 54 », Le Muséon, 92 (1979), 133-158
- « Un document nouveau sur la liturgie de Jérusalem : Les homélies festales d’Hésychius de Jérusalem », La Maison-Dieu, 139 (1979), 139-164
- « Soixante-cinq fragments arméniens d’Irénée de Lyon », Studia et Acta orientalia, 10 (1980), 151-155
- « Une homélie perdue d’Hésychius de Jérusalem sur saint Jean-Baptiste », Analecta bollandiana, 99 (1981), 45-63
- « L’église de Sion dans les homélies sur Job d’Hésychius de Jérusalem », Revue des études arméniennes, 18 (1984), 135-146
- « Le sceau de la foi : une lacune en partie comblée », Handes Amsorya, 101 (1987), 285-294
- « Une homélie sur Luc 2, 21 attribuée à Jean de Jérusalem », Le Muséon, 101 (1988), 77-95

#### Manuscrits arméniens
- « Un manuscrit du Lectionnaire arménien de Jérusalem (cod. Jérus. arm. 121) », Le Muséon, 74 (1961), 361-385 et « Addenda et corrigenda », ibid., 75 (1962), 385-398
- « Le codex Érévan 985 : une adaptation arménienne du lectionnaire hiérosolymitain », Armeniaca (mél. 250e anniversaire des Pères Mékhitaristes à Saint-Lazare), Venise, 1969, 45-66
- « Notes sur quelques manuscrits arméniens de Roumanie », Revue des études arméniennes, 11 (1975-76), 173-178
- « Quatre manuscrits arméniens de la Bibliothèque provinciale franciscaine de Paris », Revue d’Études arméniennes, 12 (1977), 181-184
- « Le manuscrit arménien Paris 44: L’un des plus anciens témoins d’une liturgie chrétienne », Revue des études arméniennes, 26 (1996-97), 193-214 (en arménien dans Ejmiacin, 1998, 106-114)
- « Le manuscrit Jérusalem 121 du Couvent Saint-Jacques de Jérusalem. Son importance pour l'intelligence des liturgies caucasiennes, arménienne, géorgienne et albanienne», Colloque du Patriarcat Arménien de Jérusalem 20-23 novembre 2012, Handès Amsorya 127, 2013, p. 281-310
- Sur l'identité de l'icône qui ouvre le Lectionnaire du Roi Héthoum (en collaboration avec Nazeny Gharibian), en arménien, dans Etchmiadzin, mai 2016, p. 41-53.

### Iberica
- « Le Iadgari géorgien et le šaraknoc‘ arménien », Revue des études arméniennes, 24 (1993), 89-112
- « Une hymnographie ancienne conservée en géorgien », dans L’Hymnographie, (BELS 105), Rome, 2000, 137-151
- « Les hymnes du iadgari pour la fête de l’Apparition de la Croix le 7 mai », Studi sull’ Oriente Cristiano, 4 (2000) (mél. Metreveli), 93-102
- « L'hymne des saints dons dans l'octoechos géorgien ancien », Mélanges liturgiques offerts à la mémoire de l'archevêque Georges Wagner (ru), 1930-1993 (Analecta Sergiana, 2), Paris, 2005, 293-313
- « Hymnographie géorgienne ancienne et Hymnaire de Saint-Sabas », Irénikon, 80 (2007), 36-69
- « Textes liturgiques grecs palestiniens conservés en géorgien », dans Byzantine Studies in Georgia dedicated to Academician Grigol Tsereteli, ed. N.Makharadze et Marina Guiorgadze, Tbilisi, 2009, p. 625-637.
- « Les chants de la Divine Liturgie dans l'Hymnaire de Saint-Sabas (Ve – VIIIe siècle)» Colloque de Moscou 13-16 novembre 2007, dans Ve International Theological Conference of the Russian Orthodox Church, Moscou, 2009, p. 96-110
- « Les chants de communion de l'Hymnaire de Saint-Sabas (Ve – VIIIe siècle)», dans Rites de communion, (Monumenta Studia Instrumenta Liturgica 59. Saint-Serge, 55e Semaine d'Études Liturgiques, 23-26 juin 2008, Città del Vaticano, 2010, p. 81-91
- « Les Hymnes du 13 septembre de l'ancien iadgari», dans International Conference Proceedings II. Humanities in the Information Society. Colloque de Batoumi, mai 2009, p. 244-248
- Hymnographie géorgienne ancienne : deux hymnes datés, dans Synaxis Katholike, Beiträge zu Gottesdients und Geschichte der fünf Patriarchate für Heinzgerd Brakmann zum 70. Geburtstag, 2 vol. (Orientalia-patristica-oecumenica, vol. 6.2, Lit Verlag, Wien, 2014, p. 633-640
- « Des Hymnes anciens pour la fête de la Transfiguration », dans Connaissance des Pères, n° 135, septembre 2014, p. 19-31.
- L'importance historique et théologique du iadgari, International Conference, The Georgian Manuscript Heritage, 28-30 juin, 2018, dans : Elena Metreveli 100, Tbilisi, 2018, p. 254-265.
- Pâques : canon géorgien et canon byzantin (Mélanges B. Outtier, à paraître).
- L'hymnographie géorgienne et grecque du 15 août et Jean Damascène, (Colloque de Batoumi, 11-14 octobre 2019, à paraître).

### Albanica
« Deux péricopes du Lectionnaire Albanien des manuscrits géorgiens N Sin 13 et N Sin 55», dans Caucasus. Between East ans West (Mélanges Zaza Aleksidze), Tbilisi, 2012, p. 250-256
« Une Église disparue. Un nouveau rite oriental. Le Lectionnaire Caucaso-albanien », dans La Liturgie, témoin de l'Église, (Monumenta Studia Instrumenta Liturgica 66), Città del Vaticano, 2012, p. 315-346
«Une chrétienté disparue : L'Église albanienne du Caucase et son Lectionnaire liturgique », dans Bulletin de Littérature Ecclésiastique, n° 470-avril-juin 2017, p. 137-142.
« Le Lectionnaire géorgien palimpseste N Sin 55 (Xe-XIe s.). Une visée christologique, Mélanges Zaza Aleksidze, Tbilisi, juin 2020.

### Articles de faible diffusion
- « Le canon pascal du rite arménien. Traduction des hymnes », Présence d’En-Calcat, 10 (1966), 43-48
- « Saint Éphrem. Extraits du troisième memra sur la ville de Nicomédie », Présence d’En-Calcat, 24 (1969), 138-142
- « Saint Éphrem de Nisibe. Pédagogie divine et charité », Présence d’En-Calcat, 37 (1973), 257-263)
- « Un peuple sur la Croix : le peuple arménien », Présence d’En-Calcat, 103 (1989), 17-25
- « La fête de la Vierge le 15 août », Présence d’En-Calcat, 111 (1991), 3-9
- « Seigneur j’ai crié vers toi… L’hymne du psaume 140 dans la tradition palestinienne ancienne », Présence d’En-Calcat, 148 (2000), 34-40
- « Géorgie. Une Église très ancienne », Présence d'En-Calcat, 154 (2002), 25-28
- « Travaux arméniens en France, Renoux », Patma-Banasirakan Handes, 134 (1992), 71-84 (en arménien)
- « De Constantinople à l’Orient chrétien », Présence (Istanbul), 10 (1995), 8-9
- « La liturgie arménienne », Bulletin du Comité des Études de la Compagnie Saint-Sulpice, 7 (1963), 245-278
- « Un nouvel ordo hiérosolymitain du Ve siècle », Éléona, 43 (1963), 5-7
- «L’année liturgique à Jérusalem: du 11 janvier au carême», Éléona, 58 (1978), janvier, p. 5-7; avril, p. 3-5
- « Le christ est ressuscité des morts. Pâques dans le rite arménien », Résurrection. Bimensuel d’actualité et de formation, 27 (1990), 23-30
- « Rituel arménien du baptême », dans L’Église arménienne. Bulletin de l’Éparchie Sainte-Croix de Paris des Arméniens catholiques de France, Juin 1997, 19-21 ; Novembre 1998, 22-23 ; Décembre 1998, 22-23
- « Liturgie d'Églises particulières, dans : Vatican II dans la vie monastique I», Présence d'En Calcat, 2013, n° 9, p. 75-86
- « Union des Églises et œcuménisme dans les Églises du Caucase », Trajets. Documents, 42 (2002), 104-106
- « Saint Grégoire de Narek : Paroles de Dieu », Présence d'En-Calcat, n° 179, juin 2008, 7-12
- L'image de l'Église arménienne à travers la liturgie, le lectionnaire et l'hymnographie » (colloque à l'église arménienne de Paris, rue Jean-Goujon, 1993), sur le site «eglise-armenie@voila.fr»
- Le Génocide arménien de 1915, dans Présence d'En Calcat, n° 208,septembre 2015, p.
- L'Église d'Orient, dans Présence d'En Calcat, juin 2016, n° 211, p. 24-29.

### Articles non parus ou à paraître
- « Les dasadebelni de la résurrection du iadgari ancien », dans Monastic life in Christian East and West (Colloque Tbilisi 1998), Londres
- « L'ancien oktoechos des manuscrits géorgierns 26 et 20 », Centre National des mss géorgiens, Tbilisi 2009
- « Les psaumes de l'office de la commémoration de la mort du Christ, le Grand Vendredi » (coll. inter. Ejmiacin, 2005), Ejmiacin
- Recension de « I. Dorfmann-Lazarev, Arméniens et Byzantins à l'époque de Photius: deux débats théologiques après le Triomphe de l'orthodoxie (CSCO 609, subs. 117), Louvain, 2004 »
- « Hommage à Madame H. Métrévéli » (coll. Tbilisi 2007)
- « Les chants de la Divine Liturgie dans l'Hymnaire de Saint-Sabas (Ve – VIIIe siècles) » (coll. Moscou 2007)
- « Lectionnaires et hymnaires arméniens et géorgiens » (Érévan, Institut d'Histoire, 2007, paru en article amplifié dans Ecclesia Orans, Anno XXXIII -2016/ 2, Roma
- « Une nouvelle étape du casoc arménien et de son cycle éorthologique: l' Arch. Cap. S. Pietro B 77 (XIIIe siècle) », Studi e testi...,  Vatican ...
- « L'hymnaire parakanon Érévan 6885. Le canon de la fête de la Présentation du Seigneur», Mélanges J.P. Mahé
- «Une édition synoptique des plus anciens témoins du Lectionnaire de Jérusalem en Arménie », Conférence d'Ochagan (au tombeau de Mastoc'), 1999
- « Du seuil au Mystère : la Porte dans les liturgies arménienne et géorgienne, rites et symbolisme » (Conférence du 19/03/09 à la Chaire d'Archéologie religieuse du monde byzantin et des arts chrétiens d'Orient, des Haqutes Études)
- « La fête de la Transfiguration à Jérusalem et l'église de l'Ascension dans les lectionnaires géorgiens » Colloque de Batoumi 2013

### Recensions
- « Le commentaire du lectionnaire de Grégoire Arsaruni. Compte-rendu de l’édition du R.P. Č’rak’ian », Revue des études arméniennes, 2 (1965), 409-410
- « R. Zerfass, Die Schriftlesung im Kathedraloffizium Jerusalems (LQF 48), Munster, 1968 », La Maison-Dieu, 97 (1969), 133-136
- « M. Aubineau, Homélies pascales (Sources chrétiennes, 187) », La Maison-Dieu, 113 (1973), 149-154
- « Sirarpie Der Nersessian, Études byzantines et arméniennes. Byzantine and Armenian Studies (Bibl. de la Fondation C. Gulbenkian), Louvain, 1973 », Revue des études arméniennes, 10 (1973-74), 373-375
- « B. Cabrera Enrique, La proclamacion de la Escritura en la liturgia de Jerusalem. Estudio terminologico del "Itinerarium Egeriae" (SBF 3), Jérusalem, 1993 », La Maison-Dieu, 199 (1994), 151-152
- « M.-É. Boismard, Le martyre de Jean l’apôtre », Revue biblique, 104 (1997), 405-407
- « H.J. Feulner, Die armenische Athanasius-Anaphora », Oriens Christianus, 85 (2001), 285-288
- « S.R. Frøyshov, L'Horologe "géorgien" du Sinaiticus Ibericus 34 » (rapport de thèse de doctorat soutenue à Paris le 10 déc. 2003), Transversalités, 89 (2004)
- « M.D. Findikyan, The Commentary on the Armenian daily Office by Bishop Stepanos Siwnec'i (OCA 270)», La Maison-Dieu, 242 (2005), 178-180
- « V. Godel, Grégoire de Narek, Odes et Lamentations. Textes présentés et traduits de l'arménien, Genève, 2003 », Revue thomiste, 106 (2006), 648-649